# Implosion de la Radio Network House
L’implosion de la Radio Network House le 5 août 2012 est la première démolition par implosion contrôlée au moyen d'explosifs ayant eu lieu sur le territoire de la Nouvelle-Zélande.
Comme de nombreux autres bâtiments du cœur de Christchurch, la Radio Network House avait subi des dommages irréparables lors du tremblement de terre du 22 février 2011.
Rapidement après l'annonce de l'approbation de l'implosion de l'immeuble, l'entreprise chargée de la démolition proposa de mettre aux enchères le droit de déclencher l'implosion et de verser le produit de cette enchère à une œuvre caritative. L'enchère fut mise sur le site internet Trade Me, devenant la troisième page de mise aux enchères la plus consultée. L'offre gagnante émise pour la démolition (26 000 dollars new-zélandais) fut proposée par un consortium de démolisseurs. Le montant de l'enchère a été versée à l'association de lutte contre le cancer Child Cancer Foundation, ce fut ainsi qu'un garçonnet de six ans de Queenstown déclencha l'implosion.
La manœuvre d'implosion représentait un challenge pour l'entreprise de démolition. Les immeubles construits en Nouvelle-Zélande offrent une résistance parasismique et ne présentent pas les mêmes caractéristiques d'effondrement que les immeubles auxquels les entreprises de démolition sont confrontées habituellement. 
Une zone d'exclusion de 200 mètres avait été mise en place. Malgré les craintes de certains riverains que l'implosion ne provoque des secousses sismiques pouvant endommager les immeubles voisins, les sismographes n'ont enregistré qu'une secousse équivalente au passage d'un gros camion à allure réduite.

## Trame de fond

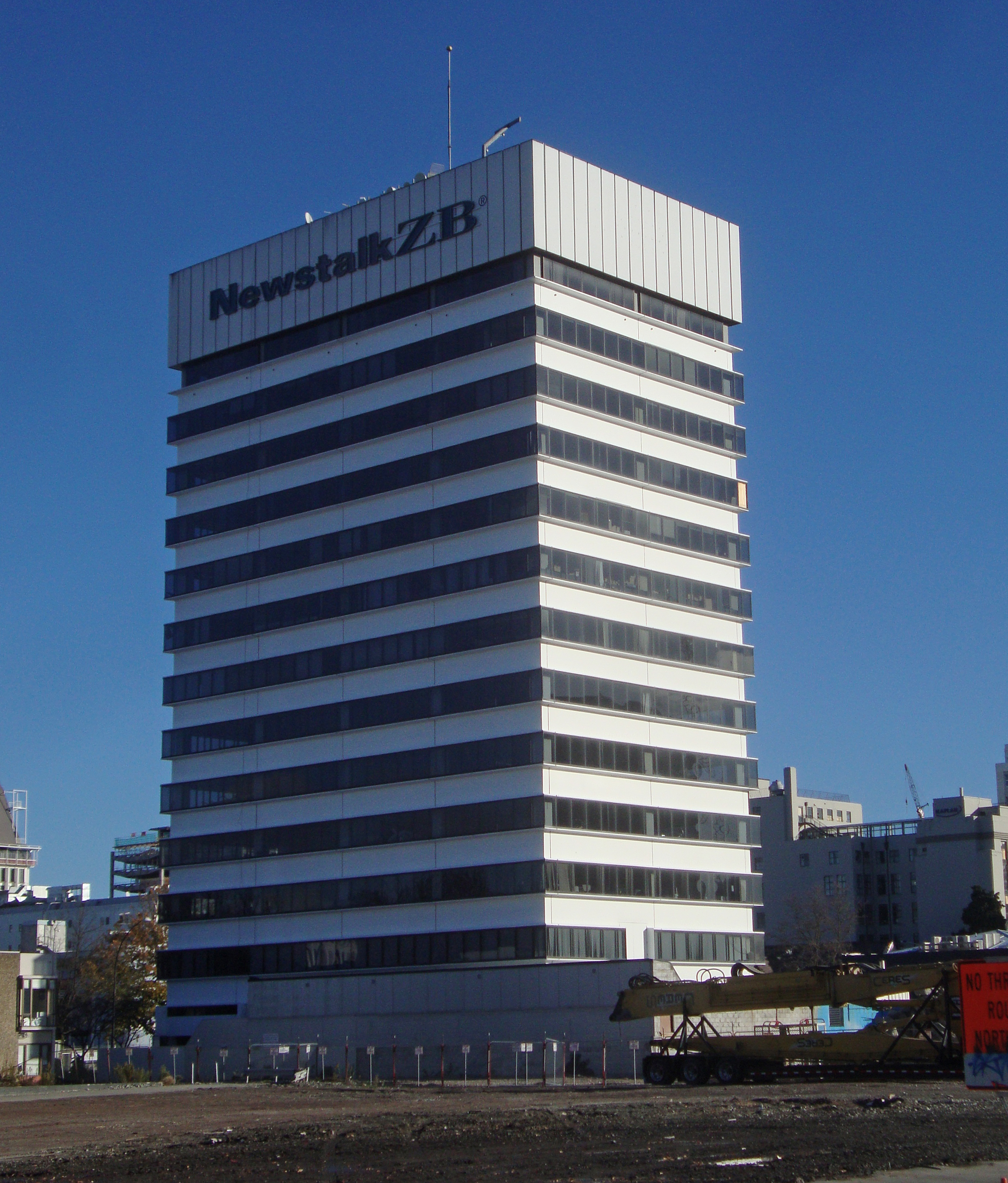
L'immeuble de la Radio Network House in juin 2012, affichant le logo de Newstalk ZB.

L'immeuble fut construit en 1986 pour la société de communications Telstra New Zealand. Il s'agit d'un immeuble de bureaux de 14 étages situé 155 Worcester Street, dans la partie nord de la rue et dans le bloc d'immeubles situé entre la Manchester Street et Latimer Square. À cette époque le logo de la multinationale Clear Channel Communications figurait en haut de l'immeuble.
Dans les années 1990 la société de communications Australian Radio Network s'y installa et l'immeuble changea de nom pour s'appeler The Radio Network. Le logo de Newstalk ZB, filiale de The Radio Network fut placé en haut de l'immeuble. 
Les douze dernières années, l'immeuble fut la propriété de Greg Hedges par le biais de sa société Nor West Arch No.4 Ltd
La région de Canterbury a été touchée par une série de tremblements de terre. Le séisme du 22 février 2011 avait provoqué des dommages irréparables à l'immeuble. 400 personnes y travaillaient avant le dernier tremblement de terre.